# Gruppspelet i Uefa Champions League 2012/2013
Gruppspelet i Uefa Champions League 2012/2013 har 32 deltagande lag, 22 som är automatiskt kvalificerade och tio som hade kvalat in.

## Grupper

### Grupp A
| Nr | Lag           | S | V | O | F | GM | IM | MS  | P  |
| -- | ------------- | - | - | - | - | -- | -- | --- | -- |
| 1  | Paris SG      | 6 | 5 | 0 | 1 | 15 | 3  | +12 | 15 |
| 2  | Porto         | 6 | 4 | 1 | 1 | 10 | 4  | +6  | 13 |
| 3  | Dynamo Kiev   | 6 | 1 | 2 | 3 | 6  | 10 | −4  | 5  |
| 4  | Dinamo Zagreb | 6 | 0 | 1 | 5 | 1  | 14 | −13 | 1  |

| Hemma \ Borta | Kroatien | Ukraina | Frankrike | Portugal |
| Dinamo Zagreb | —        | 1–1     | 0–2       | 0–2      |
| Dynamo Kiev   | 2–0      | —       | 0–2       | 0–0      |
| Paris SG      | 4–0      | 4–1     | —         | 2–1      |
| Porto         | 3–0      | 3–2     | 1–0       | —        |

|       | 18 september | Dinamo Zagreb | 0 – 2           | Porto                  | Maksimirstadion                                                 |                                                                 |
| 20:45 | 20:45        |               | (0 – 1) Rapport | Lucho 41′ Defour 90+2′ | Zagreb, Kroatien Publik: 4 683 Domare: Daniele Orsato (Italien) | Zagreb, Kroatien Publik: 4 683 Domare: Daniele Orsato (Italien) |
| 20:45 | 20:45        |               |                 |                        | Zagreb, Kroatien Publik: 4 683 Domare: Daniele Orsato (Italien) | Zagreb, Kroatien Publik: 4 683 Domare: Daniele Orsato (Italien) |
| 20:45 | 20:45        |               |                 |                        | Zagreb, Kroatien Publik: 4 683 Domare: Daniele Orsato (Italien) | Zagreb, Kroatien Publik: 4 683 Domare: Daniele Orsato (Italien) |

|       | 18 september | Paris Saint-Germain                                            | 4 – 1           | Dynamo Kiev | Parc des Princes                                                      |                                                                       |
| 20:45 | 20:45        | Ibrahimović 19′ (str.) Thiago Silva 29′ Alex 32′ Pastore 90+1′ | (3 – 0) Rapport | Veloso 87′  | Paris, Frankrike Publik: 42 536 Domare: Björn Kuipers (Nederländerna) | Paris, Frankrike Publik: 42 536 Domare: Björn Kuipers (Nederländerna) |
| 20:45 | 20:45        |                                                                |                 |             | Paris, Frankrike Publik: 42 536 Domare: Björn Kuipers (Nederländerna) | Paris, Frankrike Publik: 42 536 Domare: Björn Kuipers (Nederländerna) |
| 20:45 | 20:45        |                                                                |                 |             | Paris, Frankrike Publik: 42 536 Domare: Björn Kuipers (Nederländerna) | Paris, Frankrike Publik: 42 536 Domare: Björn Kuipers (Nederländerna) |

|       | 3 oktober | Dynamo Kiev                  | 2 – 0           | Dinamo Zagreb | Kievs olympiastadion                                           |                                                                |
| 20:45 | 20:45     | Husiev 3′ Pivarić 33′ (sjm.) | (2 – 0) Rapport |               | Kiev, Ukraina Publik: 47 804 Domare: Martin Atkinson (England) | Kiev, Ukraina Publik: 47 804 Domare: Martin Atkinson (England) |
| 20:45 | 20:45     |                              |                 |               | Kiev, Ukraina Publik: 47 804 Domare: Martin Atkinson (England) | Kiev, Ukraina Publik: 47 804 Domare: Martin Atkinson (England) |
| 20:45 | 20:45     |                              |                 |               | Kiev, Ukraina Publik: 47 804 Domare: Martin Atkinson (England) | Kiev, Ukraina Publik: 47 804 Domare: Martin Atkinson (England) |

|       | 3 oktober | Porto         | 1 – 0           | Paris Saint-Germain | Estádio do Dragão                                            |                                                              |
| 20:45 | 20:45     | Rodríguez 83′ | (0 – 0) Rapport |                     | Porto, Portugal Publik: 36 509 Domare: Howard Webb (England) | Porto, Portugal Publik: 36 509 Domare: Howard Webb (England) |
| 20:45 | 20:45     |               |                 |                     | Porto, Portugal Publik: 36 509 Domare: Howard Webb (England) | Porto, Portugal Publik: 36 509 Domare: Howard Webb (England) |
| 20:45 | 20:45     |               |                 |                     | Porto, Portugal Publik: 36 509 Domare: Howard Webb (England) | Porto, Portugal Publik: 36 509 Domare: Howard Webb (England) |

|       | 24 oktober | Porto                        | 3 – 2           | Dynamo Kiev          | Estádio do Dragão                                                |                                                                  |
| 20:45 | 20:45      | Varela 15′ Martínez 36′, 78′ | (2 – 1) Rapport | Husyev 21′ Ideye 72′ | Porto, Portugal Publik: 29 317 Domare: Pavel Královec (Tjeckien) | Porto, Portugal Publik: 29 317 Domare: Pavel Královec (Tjeckien) |
| 20:45 | 20:45      |                              |                 |                      | Porto, Portugal Publik: 29 317 Domare: Pavel Královec (Tjeckien) | Porto, Portugal Publik: 29 317 Domare: Pavel Královec (Tjeckien) |
| 20:45 | 20:45      |                              |                 |                      | Porto, Portugal Publik: 29 317 Domare: Pavel Královec (Tjeckien) | Porto, Portugal Publik: 29 317 Domare: Pavel Královec (Tjeckien) |

|       | 24 oktober | Dinamo Zagreb | 0 – 2           | Paris Saint-Germain       | Maksimirstadion                                                |                                                                |
| 20:45 | 20:45      |               | (0 – 2) Rapport | Ibrahimović 33′ Ménez 43′ | Zagreb, Kroatien Publik: 9 326 Domare: Fırat Aydınus (Turkiet) | Zagreb, Kroatien Publik: 9 326 Domare: Fırat Aydınus (Turkiet) |
| 20:45 | 20:45      |               |                 |                           | Zagreb, Kroatien Publik: 9 326 Domare: Fırat Aydınus (Turkiet) | Zagreb, Kroatien Publik: 9 326 Domare: Fırat Aydınus (Turkiet) |
| 20:45 | 20:45      |               |                 |                           | Zagreb, Kroatien Publik: 9 326 Domare: Fırat Aydınus (Turkiet) | Zagreb, Kroatien Publik: 9 326 Domare: Fırat Aydınus (Turkiet) |

|       | 6 november | Dynamo Kiev | 0 – 0   | Porto | Kievs olympiastadion                                                    |                                                                         |
| 20:45 | 20:45      |             | Rapport |       | Kiev, Ukraina Publik: 34 386 Domare: Alberto Undiano Mallenco (Spanien) | Kiev, Ukraina Publik: 34 386 Domare: Alberto Undiano Mallenco (Spanien) |
| 20:45 | 20:45      |             |         |       | Kiev, Ukraina Publik: 34 386 Domare: Alberto Undiano Mallenco (Spanien) | Kiev, Ukraina Publik: 34 386 Domare: Alberto Undiano Mallenco (Spanien) |
| 20:45 | 20:45      |             |         |       | Kiev, Ukraina Publik: 34 386 Domare: Alberto Undiano Mallenco (Spanien) | Kiev, Ukraina Publik: 34 386 Domare: Alberto Undiano Mallenco (Spanien) |

|       | 6 november | Paris Saint-Germain                       | 4 – 0           | Dinamo Zagreb | Parc des Princes                                          |                                                           |
| 20:45 | 20:45      | Alex 16′ Matuidi 61′ Ménez 65′ Hoarau 80′ | (1 – 0) Rapport |               | Paris, Frankrike Publik: 41 060 Domare: Paweł Gil (Polen) | Paris, Frankrike Publik: 41 060 Domare: Paweł Gil (Polen) |
| 20:45 | 20:45      |                                           |                 |               | Paris, Frankrike Publik: 41 060 Domare: Paweł Gil (Polen) | Paris, Frankrike Publik: 41 060 Domare: Paweł Gil (Polen) |
| 20:45 | 20:45      |                                           |                 |               | Paris, Frankrike Publik: 41 060 Domare: Paweł Gil (Polen) | Paris, Frankrike Publik: 41 060 Domare: Paweł Gil (Polen) |

|       | 21 november | Porto                             | 3 – 0           | Dinamo Zagreb | Estádio do Dragão                                                  |                                                                    |
| 20:45 | 20:45       | Lucho 20′ Moutinho 67′ Varela 85′ | (1 – 0) Rapport |               | Porto, Portugal Publik: 27 603 Domare: Paolo Tagliavento (Italien) | Porto, Portugal Publik: 27 603 Domare: Paolo Tagliavento (Italien) |
| 20:45 | 20:45       |                                   |                 |               | Porto, Portugal Publik: 27 603 Domare: Paolo Tagliavento (Italien) | Porto, Portugal Publik: 27 603 Domare: Paolo Tagliavento (Italien) |
| 20:45 | 20:45       |                                   |                 |               | Porto, Portugal Publik: 27 603 Domare: Paolo Tagliavento (Italien) | Porto, Portugal Publik: 27 603 Domare: Paolo Tagliavento (Italien) |

|       | 21 november | Dynamo Kiev | 0 – 2           | Paris Saint-Germain | Kievs olympiastadion                                           |                                                                |
| 20:45 | 20:45       |             | (0 – 1) Rapport | Lavezzi 45′, 52′    | Kiev, Ukraina Publik: 36 712 Domare: Wolfgang Stark (Tyskland) | Kiev, Ukraina Publik: 36 712 Domare: Wolfgang Stark (Tyskland) |
| 20:45 | 20:45       |             |                 |                     | Kiev, Ukraina Publik: 36 712 Domare: Wolfgang Stark (Tyskland) | Kiev, Ukraina Publik: 36 712 Domare: Wolfgang Stark (Tyskland) |
| 20:45 | 20:45       |             |                 |                     | Kiev, Ukraina Publik: 36 712 Domare: Wolfgang Stark (Tyskland) | Kiev, Ukraina Publik: 36 712 Domare: Wolfgang Stark (Tyskland) |

|       | 4 december | Dinamo Zagreb           | 1 – 1           | Dynamo Kiev      | Maksimirstadion                                                      |                                                                      |
| 20:45 | 20:45      | Krstanović 90+5′ (str.) | (0 – 1) Rapport | Yarmolenko 45+1′ | Zagreb, Kroatien Publik: 3 663 Domare: Stanislav Todorov (Bulgarien) | Zagreb, Kroatien Publik: 3 663 Domare: Stanislav Todorov (Bulgarien) |
| 20:45 | 20:45      |                         |                 |                  | Zagreb, Kroatien Publik: 3 663 Domare: Stanislav Todorov (Bulgarien) | Zagreb, Kroatien Publik: 3 663 Domare: Stanislav Todorov (Bulgarien) |
| 20:45 | 20:45      |                         |                 |                  | Zagreb, Kroatien Publik: 3 663 Domare: Stanislav Todorov (Bulgarien) | Zagreb, Kroatien Publik: 3 663 Domare: Stanislav Todorov (Bulgarien) |

|       | 4 december | Paris Saint-Germain          | 2 – 1           | Porto        | Parc des Princes                                                  |                                                                   |
| 20:45 | 20:45      | Thiago Silva 29′ Lavezzi 61′ | (1 – 1) Rapport | Martínez 33′ | Paris, Frankrike Publik: 45 512 Domare: Craig Thomson (Skottland) | Paris, Frankrike Publik: 45 512 Domare: Craig Thomson (Skottland) |
| 20:45 | 20:45      |                              |                 |              | Paris, Frankrike Publik: 45 512 Domare: Craig Thomson (Skottland) | Paris, Frankrike Publik: 45 512 Domare: Craig Thomson (Skottland) |
| 20:45 | 20:45      |                              |                 |              | Paris, Frankrike Publik: 45 512 Domare: Craig Thomson (Skottland) | Paris, Frankrike Publik: 45 512 Domare: Craig Thomson (Skottland) |

### Grupp B
| Nr | Lag         | S | V | O | F | GM | IM | MS | P  |
| -- | ----------- | - | - | - | - | -- | -- | -- | -- |
| 1  | Schalke 04  | 6 | 3 | 3 | 0 | 10 | 6  | +4 | 12 |
| 2  | Arsenal     | 6 | 3 | 1 | 2 | 10 | 8  | +2 | 10 |
| 3  | Olympiakos  | 6 | 3 | 0 | 3 | 9  | 9  | 0  | 9  |
| 4  | Montpellier | 6 | 0 | 2 | 4 | 6  | 12 | −6 | 2  |

| Hemma \ Borta | England | Frankrike | Grekland | Tyskland |
| Arsenal       | —       | 2–0       | 3–1      | 0–2      |
| Montpellier   | 1–2     | —         | 1–2      | 1–1      |
| Olympiakos    | 2–1     | 3–1       | —        | 1–2      |
| Schalke 04    | 2–2     | 2–2       | 1–0      | —        |

|       | 18 september | Montpellier        | 1 – 2           | Arsenal                   | Stade de la Mosson                                                              |                                                                                 |
| 20:45 | 20:45        | Belhanda 9′ (str.) | (1 – 2) Rapport | Podolski 16′ Gervinho 18′ | Montpellier, Frankrike Publik: 27 522 Domare: Carlos Velasco Carballo (Spanien) | Montpellier, Frankrike Publik: 27 522 Domare: Carlos Velasco Carballo (Spanien) |
| 20:45 | 20:45        |                    |                 |                           | Montpellier, Frankrike Publik: 27 522 Domare: Carlos Velasco Carballo (Spanien) | Montpellier, Frankrike Publik: 27 522 Domare: Carlos Velasco Carballo (Spanien) |
| 20:45 | 20:45        |                    |                 |                           | Montpellier, Frankrike Publik: 27 522 Domare: Carlos Velasco Carballo (Spanien) | Montpellier, Frankrike Publik: 27 522 Domare: Carlos Velasco Carballo (Spanien) |

|       | 18 september | Olympiakos | 1 – 2           | Schalke 04                | Karaiskakis-stadion                                                        |                                                                            |
| 20:45 | 20:45        | Abdoun 58′ | (0 – 1) Rapport | Höwedes 41′ Huntelaar 59′ | Pireus, Grekland Publik: 30 922 Domare: David Fernández Borbalán (Spanien) | Pireus, Grekland Publik: 30 922 Domare: David Fernández Borbalán (Spanien) |
| 20:45 | 20:45        |            |                 |                           | Pireus, Grekland Publik: 30 922 Domare: David Fernández Borbalán (Spanien) | Pireus, Grekland Publik: 30 922 Domare: David Fernández Borbalán (Spanien) |
| 20:45 | 20:45        |            |                 |                           | Pireus, Grekland Publik: 30 922 Domare: David Fernández Borbalán (Spanien) | Pireus, Grekland Publik: 30 922 Domare: David Fernández Borbalán (Spanien) |

|       | 3 oktober | Schalke 04                       | 2 – 2           | Montpellier             | Veltins-Arena                                                            |                                                                          |
| 20:45 | 20:45     | Draxler 26′ Huntelaar 53′ (str.) | (1 – 1) Rapport | Aït-Fana 13′ Camara 90′ | Gelsenkirchen, Tyskland Publik: 50 004 Domare: Sergei Karasev (Ryssland) | Gelsenkirchen, Tyskland Publik: 50 004 Domare: Sergei Karasev (Ryssland) |
| 20:45 | 20:45     |                                  |                 |                         | Gelsenkirchen, Tyskland Publik: 50 004 Domare: Sergei Karasev (Ryssland) | Gelsenkirchen, Tyskland Publik: 50 004 Domare: Sergei Karasev (Ryssland) |
| 20:45 | 20:45     |                                  |                 |                         | Gelsenkirchen, Tyskland Publik: 50 004 Domare: Sergei Karasev (Ryssland) | Gelsenkirchen, Tyskland Publik: 50 004 Domare: Sergei Karasev (Ryssland) |

|       | 3 oktober | Arsenal                                | 3 – 1           | Olympiakos      | Emirates Stadium                                                 |                                                                  |
| 20:45 | 20:45     | Gervinho 42′ Podolski 56′ Ramsey 90+4′ | (1 – 1) Rapport | Mitroglou 45+1′ | London, England Publik: 60 034 Domare: Svein Oddvar Moen (Norge) | London, England Publik: 60 034 Domare: Svein Oddvar Moen (Norge) |
| 20:45 | 20:45     |                                        |                 |                 | London, England Publik: 60 034 Domare: Svein Oddvar Moen (Norge) | London, England Publik: 60 034 Domare: Svein Oddvar Moen (Norge) |
| 20:45 | 20:45     |                                        |                 |                 | London, England Publik: 60 034 Domare: Svein Oddvar Moen (Norge) | London, England Publik: 60 034 Domare: Svein Oddvar Moen (Norge) |

|       | 24 oktober | Arsenal | 0 – 2           | Schalke 04                | Emirates Stadium                                                |                                                                 |
| 20:45 | 20:45      |         | (0 – 0) Rapport | Huntelaar 76′ Afellay 86′ | London, England Publik: 60 049 Domare: Jonas Eriksson (Sverige) | London, England Publik: 60 049 Domare: Jonas Eriksson (Sverige) |
| 20:45 | 20:45      |         |                 |                           | London, England Publik: 60 049 Domare: Jonas Eriksson (Sverige) | London, England Publik: 60 049 Domare: Jonas Eriksson (Sverige) |
| 20:45 | 20:45      |         |                 |                           | London, England Publik: 60 049 Domare: Jonas Eriksson (Sverige) | London, England Publik: 60 049 Domare: Jonas Eriksson (Sverige) |

|       | 24 oktober | Montpellier     | 1 – 2           | Olympiakos                    | Stade de la Mosson                                                     |                                                                        |
| 20:45 | 20:45      | Charbonnier 49′ | (0 – 0) Rapport | Torosidis 73′ Mitroglou 90+1′ | Montpellier, Frankrike Publik: 22 834 Domare: Daniele Orsato (Italien) | Montpellier, Frankrike Publik: 22 834 Domare: Daniele Orsato (Italien) |
| 20:45 | 20:45      |                 |                 |                               | Montpellier, Frankrike Publik: 22 834 Domare: Daniele Orsato (Italien) | Montpellier, Frankrike Publik: 22 834 Domare: Daniele Orsato (Italien) |
| 20:45 | 20:45      |                 |                 |                               | Montpellier, Frankrike Publik: 22 834 Domare: Daniele Orsato (Italien) | Montpellier, Frankrike Publik: 22 834 Domare: Daniele Orsato (Italien) |

|       | 6 november | Schalke 04                 | 2 – 2           | Arsenal                | Veltins-Arena                                                           |                                                                         |
| 20:45 | 20:45      | Huntelaar 45+2′ Farfán 67′ | (1 – 2) Rapport | Walcott 18′ Giroud 26′ | Gelsenkirchen, Tyskland Publik: 54 142 Domare: Nicola Rizzoli (Italien) | Gelsenkirchen, Tyskland Publik: 54 142 Domare: Nicola Rizzoli (Italien) |
| 20:45 | 20:45      |                            |                 |                        | Gelsenkirchen, Tyskland Publik: 54 142 Domare: Nicola Rizzoli (Italien) | Gelsenkirchen, Tyskland Publik: 54 142 Domare: Nicola Rizzoli (Italien) |
| 20:45 | 20:45      |                            |                 |                        | Gelsenkirchen, Tyskland Publik: 54 142 Domare: Nicola Rizzoli (Italien) | Gelsenkirchen, Tyskland Publik: 54 142 Domare: Nicola Rizzoli (Italien) |

|       | 6 november | Olympiakos                         | 3 – 1           | Montpellier         | Karaiskakis-stadion                                                 |                                                                     |
| 20:45 | 20:45      | Machado 4′ Greco 80′ Mitroglou 82′ | (1 – 0) Rapport | Belhanda 66′ (str.) | Pireus, Grekland Publik: 28 217 Domare: Marijo Strahonja (Kroatien) | Pireus, Grekland Publik: 28 217 Domare: Marijo Strahonja (Kroatien) |
| 20:45 | 20:45      |                                    |                 |                     | Pireus, Grekland Publik: 28 217 Domare: Marijo Strahonja (Kroatien) | Pireus, Grekland Publik: 28 217 Domare: Marijo Strahonja (Kroatien) |
| 20:45 | 20:45      |                                    |                 |                     | Pireus, Grekland Publik: 28 217 Domare: Marijo Strahonja (Kroatien) | Pireus, Grekland Publik: 28 217 Domare: Marijo Strahonja (Kroatien) |

|       | 21 november | Arsenal                   | 2 – 0           | Montpellier | Emirates Stadium                                               |                                                                |
| 20:45 | 20:45       | Wilshere 49′ Podolski 63′ | (0 – 0) Rapport |             | London, England Publik: 59 760 Domare: Fırat Aydınus (Turkiet) | London, England Publik: 59 760 Domare: Fırat Aydınus (Turkiet) |
| 20:45 | 20:45       |                           |                 |             | London, England Publik: 59 760 Domare: Fırat Aydınus (Turkiet) | London, England Publik: 59 760 Domare: Fırat Aydınus (Turkiet) |
| 20:45 | 20:45       |                           |                 |             | London, England Publik: 59 760 Domare: Fırat Aydınus (Turkiet) | London, England Publik: 59 760 Domare: Fırat Aydınus (Turkiet) |

|       | 21 november | Schalke 04 | 1 – 0           | Olympiakos | Veltins-Arena                                                                |                                                                              |
| 20:45 | 20:45       | Fuchs 77′  | (0 – 0) Rapport |            | Gelsenkirchen, Tyskland Publik: 52 254 Domare: Björn Kuipers (Nederländerna) | Gelsenkirchen, Tyskland Publik: 52 254 Domare: Björn Kuipers (Nederländerna) |
| 20:45 | 20:45       |            |                 |            | Gelsenkirchen, Tyskland Publik: 52 254 Domare: Björn Kuipers (Nederländerna) | Gelsenkirchen, Tyskland Publik: 52 254 Domare: Björn Kuipers (Nederländerna) |
| 20:45 | 20:45       |            |                 |            | Gelsenkirchen, Tyskland Publik: 52 254 Domare: Björn Kuipers (Nederländerna) | Gelsenkirchen, Tyskland Publik: 52 254 Domare: Björn Kuipers (Nederländerna) |

|       | 4 december | Montpellier | 1 – 1           | Schalke 04  | Stade de la Mosson                                                          |                                                                             |
| 20:45 | 20:45      | Herrera 59′ | (0 – 0) Rapport | Höwedes 56′ | Montpellier, Frankrike Publik: 23 142 Domare: Antonio Mateu Lahoz (Spanien) | Montpellier, Frankrike Publik: 23 142 Domare: Antonio Mateu Lahoz (Spanien) |
| 20:45 | 20:45      |             |                 |             | Montpellier, Frankrike Publik: 23 142 Domare: Antonio Mateu Lahoz (Spanien) | Montpellier, Frankrike Publik: 23 142 Domare: Antonio Mateu Lahoz (Spanien) |
| 20:45 | 20:45      |             |                 |             | Montpellier, Frankrike Publik: 23 142 Domare: Antonio Mateu Lahoz (Spanien) | Montpellier, Frankrike Publik: 23 142 Domare: Antonio Mateu Lahoz (Spanien) |

|       | 4 december | Olympiakos                 | 2 – 1           | Arsenal     | Karaiskakis-stadion                                                        |                                                                            |
| 20:45 | 20:45      | Maniatis 64′ Mitroglou 73′ | (0 – 1) Rapport | Rosický 38′ | Pireus, Grekland Publik: 28 128 Domare: Alberto Undiano Mallenco (Spanien) | Pireus, Grekland Publik: 28 128 Domare: Alberto Undiano Mallenco (Spanien) |
| 20:45 | 20:45      |                            |                 |             | Pireus, Grekland Publik: 28 128 Domare: Alberto Undiano Mallenco (Spanien) | Pireus, Grekland Publik: 28 128 Domare: Alberto Undiano Mallenco (Spanien) |
| 20:45 | 20:45      |                            |                 |             | Pireus, Grekland Publik: 28 128 Domare: Alberto Undiano Mallenco (Spanien) | Pireus, Grekland Publik: 28 128 Domare: Alberto Undiano Mallenco (Spanien) |

### Grupp C
| Nr | Lag                    | S | V | O | F | GM | IM | MS | P  |
| -- | ---------------------- | - | - | - | - | -- | -- | -- | -- |
| 1  | Málaga                 | 6 | 3 | 3 | 0 | 12 | 5  | +7 | 12 |
| 2  | AC Milan               | 6 | 2 | 2 | 2 | 7  | 6  | +1 | 8  |
| 3  | Zenit Sankt Petersburg | 6 | 2 | 1 | 3 | 6  | 9  | −3 | 7  |
| 4  | Anderlecht             | 6 | 1 | 2 | 3 | 4  | 9  | −5 | 5  |

| Hemma \ Borta          | Italien | Belgien | Spanien | Ryssland |
| AC Milan               | —       | 0–0     | 1–1     | 0–1      |
| Anderlecht             | 1–3     | —       | 0–3     | 1–0      |
| Málaga                 | 1–0     | 2–2     | —       | 3–0      |
| Zenit Sankt Petersburg | 2–3     | 1–0     | 2–2     | —        |

|       | 18 september | Málaga                   | 3 – 0           | Zenit St. Petersburg | Estadio La Rosaleda                                               |                                                                   |
| 20:45 | 20:45        | Isco 3′, 76′ Saviola 13′ | (2 – 0) Rapport |                      | Málaga, Spanien Publik: 23 670 Domare: Mark Clattenburg (England) | Málaga, Spanien Publik: 23 670 Domare: Mark Clattenburg (England) |
| 20:45 | 20:45        |                          |                 |                      | Málaga, Spanien Publik: 23 670 Domare: Mark Clattenburg (England) | Málaga, Spanien Publik: 23 670 Domare: Mark Clattenburg (England) |
| 20:45 | 20:45        |                          |                 |                      | Málaga, Spanien Publik: 23 670 Domare: Mark Clattenburg (England) | Málaga, Spanien Publik: 23 670 Domare: Mark Clattenburg (England) |

|       | 18 september | Milan | 0 – 0   | Anderlecht | San Siro                                                          |                                                                   |
| 20:45 | 20:45        |       | Rapport |            | Milano, Italien Publik: 27 593 Domare: William Collum (Skottland) | Milano, Italien Publik: 27 593 Domare: William Collum (Skottland) |
| 20:45 | 20:45        |       |         |            | Milano, Italien Publik: 27 593 Domare: William Collum (Skottland) | Milano, Italien Publik: 27 593 Domare: William Collum (Skottland) |
| 20:45 | 20:45        |       |         |            | Milano, Italien Publik: 27 593 Domare: William Collum (Skottland) | Milano, Italien Publik: 27 593 Domare: William Collum (Skottland) |

|       | 3 oktober | Zenit St. Petersburg    | 2 – 3           | Milan                                             | Petrovskijstadion                                                        |                                                                          |
| 18:00 | 18:00     | Hulk 45+2′ Sjirokov 49′ | (1 – 2) Rapport | Emanuelson 13′ El Shaarawy 16′ Hubočan 75′ (sjm.) | Sankt Petersburg, Ryssland Publik: 21 703 Domare: Felix Brych (Tyskland) | Sankt Petersburg, Ryssland Publik: 21 703 Domare: Felix Brych (Tyskland) |
| 18:00 | 18:00     |                         |                 |                                                   | Sankt Petersburg, Ryssland Publik: 21 703 Domare: Felix Brych (Tyskland) | Sankt Petersburg, Ryssland Publik: 21 703 Domare: Felix Brych (Tyskland) |
| 18:00 | 18:00     |                         |                 |                                                   | Sankt Petersburg, Ryssland Publik: 21 703 Domare: Felix Brych (Tyskland) | Sankt Petersburg, Ryssland Publik: 21 703 Domare: Felix Brych (Tyskland) |

|       | 3 oktober | Anderlecht | 0 – 3           | Málaga                               | Constant Vanden Stock-stadion                                     |                                                                   |
| 20:45 | 20:45     |            | (0 – 1) Rapport | Eliseu 45+1′, 64′ Joaquín 57′ (str.) | Anderlecht, Belgien Publik: 15 711 Domare: Viktor Kassai (Ungern) | Anderlecht, Belgien Publik: 15 711 Domare: Viktor Kassai (Ungern) |
| 20:45 | 20:45     |            |                 |                                      | Anderlecht, Belgien Publik: 15 711 Domare: Viktor Kassai (Ungern) | Anderlecht, Belgien Publik: 15 711 Domare: Viktor Kassai (Ungern) |
| 20:45 | 20:45     |            |                 |                                      | Anderlecht, Belgien Publik: 15 711 Domare: Viktor Kassai (Ungern) | Anderlecht, Belgien Publik: 15 711 Domare: Viktor Kassai (Ungern) |

|       | 24 oktober | Zenit St. Petersburg | 1 – 0           | Anderlecht | Petrovskijstadion                                                       |                                                                         |
| 18:00 | 18:00      | Kerzjakov 72′ (str.) | (0 – 0) Rapport |            | Sankt Petersburg, Ryssland Publik: 18 034 Domare: Ivan Bebek (Kroatien) | Sankt Petersburg, Ryssland Publik: 18 034 Domare: Ivan Bebek (Kroatien) |
| 18:00 | 18:00      |                      |                 |            | Sankt Petersburg, Ryssland Publik: 18 034 Domare: Ivan Bebek (Kroatien) | Sankt Petersburg, Ryssland Publik: 18 034 Domare: Ivan Bebek (Kroatien) |
| 18:00 | 18:00      |                      |                 |            | Sankt Petersburg, Ryssland Publik: 18 034 Domare: Ivan Bebek (Kroatien) | Sankt Petersburg, Ryssland Publik: 18 034 Domare: Ivan Bebek (Kroatien) |

|       | 24 oktober | Málaga      | 1 – 0           | Milan | Estadio La Rosaleda                                             |                                                                 |
| 20:45 | 20:45      | Joaquín 64′ | (0 – 0) Rapport |       | Málaga, Spanien Publik: 27 683 Domare: Pedro Proença (Portugal) | Málaga, Spanien Publik: 27 683 Domare: Pedro Proença (Portugal) |
| 20:45 | 20:45      |             |                 |       | Málaga, Spanien Publik: 27 683 Domare: Pedro Proença (Portugal) | Málaga, Spanien Publik: 27 683 Domare: Pedro Proença (Portugal) |
| 20:45 | 20:45      |             |                 |       | Málaga, Spanien Publik: 27 683 Domare: Pedro Proença (Portugal) | Málaga, Spanien Publik: 27 683 Domare: Pedro Proença (Portugal) |

|       | 6 november | Anderlecht  | 1 – 0           | Zenit St. Petersburg | Constant Vanden Stock-stadion                                         |                                                                       |
| 20:45 | 20:45      | Mbokani 17′ | (1 – 0) Rapport |                      | Anderlecht, Belgien Publik: 16 437 Domare: Antony Gautier (Frankrike) | Anderlecht, Belgien Publik: 16 437 Domare: Antony Gautier (Frankrike) |
| 20:45 | 20:45      |             |                 |                      | Anderlecht, Belgien Publik: 16 437 Domare: Antony Gautier (Frankrike) | Anderlecht, Belgien Publik: 16 437 Domare: Antony Gautier (Frankrike) |
| 20:45 | 20:45      |             |                 |                      | Anderlecht, Belgien Publik: 16 437 Domare: Antony Gautier (Frankrike) | Anderlecht, Belgien Publik: 16 437 Domare: Antony Gautier (Frankrike) |

|       | 6 november | Milan    | 1 – 1           | Málaga     | San Siro                                                     |                                                              |
| 20:45 | 20:45      | Pato 73′ | (0 – 1) Rapport | Eliseu 40′ | Milano, Italien Publik: 30 891 Domare: Howard Webb (England) | Milano, Italien Publik: 30 891 Domare: Howard Webb (England) |
| 20:45 | 20:45      |          |                 |            | Milano, Italien Publik: 30 891 Domare: Howard Webb (England) | Milano, Italien Publik: 30 891 Domare: Howard Webb (England) |
| 20:45 | 20:45      |          |                 |            | Milano, Italien Publik: 30 891 Domare: Howard Webb (England) | Milano, Italien Publik: 30 891 Domare: Howard Webb (England) |

|       | 21 november | Zenit St. Petersburg   | 2 – 2           | Málaga                | Petrovskijstadion                                                                 |                                                                                   |
| 18:00 | 18:00       | Danny 49′ Fayzulin 87′ | (0 – 2) Rapport | Buonanotte 8′ Seba 9′ | Sankt Petersburg, Ryssland Publik: 18 347 Domare: Olegário Benquerença (Portugal) | Sankt Petersburg, Ryssland Publik: 18 347 Domare: Olegário Benquerença (Portugal) |
| 18:00 | 18:00       |                        |                 |                       | Sankt Petersburg, Ryssland Publik: 18 347 Domare: Olegário Benquerença (Portugal) | Sankt Petersburg, Ryssland Publik: 18 347 Domare: Olegário Benquerença (Portugal) |
| 18:00 | 18:00       |                        |                 |                       | Sankt Petersburg, Ryssland Publik: 18 347 Domare: Olegário Benquerença (Portugal) | Sankt Petersburg, Ryssland Publik: 18 347 Domare: Olegário Benquerença (Portugal) |

|       | 21 november | Anderlecht    | 1 – 3           | Milan                                | Constant Vanden Stock-stadion                                        |                                                                      |
| 20:45 | 20:45       | De Sutter 78′ | (0 – 0) Rapport | El Shaarawy 47′ Mexès 71′ Pato 90+1′ | Anderlecht, Belgien Publik: 19 803 Domare: Damir Skomina (Slovenien) | Anderlecht, Belgien Publik: 19 803 Domare: Damir Skomina (Slovenien) |
| 20:45 | 20:45       |               |                 |                                      | Anderlecht, Belgien Publik: 19 803 Domare: Damir Skomina (Slovenien) | Anderlecht, Belgien Publik: 19 803 Domare: Damir Skomina (Slovenien) |
| 20:45 | 20:45       |               |                 |                                      | Anderlecht, Belgien Publik: 19 803 Domare: Damir Skomina (Slovenien) | Anderlecht, Belgien Publik: 19 803 Domare: Damir Skomina (Slovenien) |

|       | 4 december | Málaga        | 2 – 2           | Anderlecht                | Estadio La Rosaleda                                             |                                                                 |
| 20:45 | 20:45      | Duda 45′, 61′ | (1 – 0) Rapport | Jovanović 50′ Mbokani 89′ | Málaga, Spanien Publik: 21 769 Domare: Deniz Aytekin (Tyskland) | Málaga, Spanien Publik: 21 769 Domare: Deniz Aytekin (Tyskland) |
| 20:45 | 20:45      |               |                 |                           | Málaga, Spanien Publik: 21 769 Domare: Deniz Aytekin (Tyskland) | Málaga, Spanien Publik: 21 769 Domare: Deniz Aytekin (Tyskland) |
| 20:45 | 20:45      |               |                 |                           | Málaga, Spanien Publik: 21 769 Domare: Deniz Aytekin (Tyskland) | Málaga, Spanien Publik: 21 769 Domare: Deniz Aytekin (Tyskland) |

|       | 4 december | Milan | 0 – 1           | Zenit St. Petersburg | San Siro                                                        |                                                                 |
| 20:45 | 20:45      |       | (0 – 1) Rapport | Danny 35′            | Milano, Italien Publik: 29 508 Domare: Tony Chapron (Frankrike) | Milano, Italien Publik: 29 508 Domare: Tony Chapron (Frankrike) |
| 20:45 | 20:45      |       |                 |                      | Milano, Italien Publik: 29 508 Domare: Tony Chapron (Frankrike) | Milano, Italien Publik: 29 508 Domare: Tony Chapron (Frankrike) |
| 20:45 | 20:45      |       |                 |                      | Milano, Italien Publik: 29 508 Domare: Tony Chapron (Frankrike) | Milano, Italien Publik: 29 508 Domare: Tony Chapron (Frankrike) |

### Grupp D
| Nr | Lag               | S | V | O | F | GM | IM | MS | P  |
| -- | ----------------- | - | - | - | - | -- | -- | -- | -- |
| 1  | Borussia Dortmund | 6 | 4 | 2 | 0 | 11 | 5  | +6 | 14 |
| 2  | Real Madrid       | 6 | 3 | 2 | 1 | 15 | 9  | +6 | 11 |
| 3  | Ajax              | 6 | 1 | 1 | 4 | 8  | 16 | −8 | 4  |
| 4  | Manchester City   | 6 | 0 | 3 | 3 | 7  | 11 | −4 | 3  |

| Hemma \ Borta     | Nederländerna | Tyskland | England | Spanien |
| Ajax              | —             | 1–4      | 3–1     | 1–4     |
| Borussia Dortmund | 1–0           | —        | 1–0     | 2–1     |
| Manchester City   | 2–2           | 1–1      | —       | 1–1     |
| Real Madrid       | 4–1           | 2–2      | 3–2     | —       |

|       | 18 september | Borussia Dortmund | 1 – 0           | Ajax | Signal Iduna Park                                                     |                                                                       |
| 20:45 | 20:45        | Lewandowski 87′   | (0 – 0) Rapport |      | Dortmund, Tyskland Publik: 65 829 Domare: Paolo Tagliavento (Italien) | Dortmund, Tyskland Publik: 65 829 Domare: Paolo Tagliavento (Italien) |
| 20:45 | 20:45        |                   |                 |      | Dortmund, Tyskland Publik: 65 829 Domare: Paolo Tagliavento (Italien) | Dortmund, Tyskland Publik: 65 829 Domare: Paolo Tagliavento (Italien) |
| 20:45 | 20:45        |                   |                 |      | Dortmund, Tyskland Publik: 65 829 Domare: Paolo Tagliavento (Italien) | Dortmund, Tyskland Publik: 65 829 Domare: Paolo Tagliavento (Italien) |

|       | 18 september | Real Madrid                         | 3 – 2           | Manchester City       | Santiago Bernabéu-stadion                                        |                                                                  |
| 20:45 | 20:45        | Marcelo 76′ Benzema 87′ Ronaldo 90′ | (0 – 0) Rapport | Džeko 68′ Kolarov 85′ | Madrid, Spanien Publik: 70 381 Domare: Damir Skomina (Slovenien) | Madrid, Spanien Publik: 70 381 Domare: Damir Skomina (Slovenien) |
| 20:45 | 20:45        |                                     |                 |                       | Madrid, Spanien Publik: 70 381 Domare: Damir Skomina (Slovenien) | Madrid, Spanien Publik: 70 381 Domare: Damir Skomina (Slovenien) |
| 20:45 | 20:45        |                                     |                 |                       | Madrid, Spanien Publik: 70 381 Domare: Damir Skomina (Slovenien) | Madrid, Spanien Publik: 70 381 Domare: Damir Skomina (Slovenien) |

|       | 3 oktober | Manchester City      | 1 – 1           | Borussia Dortmund | Etihad Stadium                                                       |                                                                      |
| 20:45 | 20:45     | Balotelli 90′ (str.) | (0 – 0) Rapport | Reus 61′          | Manchester, England Publik: 43 657 Domare: Pavel Královec (Tjeckien) | Manchester, England Publik: 43 657 Domare: Pavel Královec (Tjeckien) |
| 20:45 | 20:45     |                      |                 |                   | Manchester, England Publik: 43 657 Domare: Pavel Královec (Tjeckien) | Manchester, England Publik: 43 657 Domare: Pavel Královec (Tjeckien) |
| 20:45 | 20:45     |                      |                 |                   | Manchester, England Publik: 43 657 Domare: Pavel Královec (Tjeckien) | Manchester, England Publik: 43 657 Domare: Pavel Královec (Tjeckien) |

|       | 3 oktober | Ajax          | 1 – 4           | Real Madrid                       | Amsterdam Arena                                                          |                                                                          |
| 20:45 | 20:45     | Moisander 56′ | (0 – 1) Rapport | Ronaldo 42′, 79′, 81′ Benzema 48′ | Amsterdam, Nederländerna Publik: 49 491 Domare: Jonas Eriksson (Sverige) | Amsterdam, Nederländerna Publik: 49 491 Domare: Jonas Eriksson (Sverige) |
| 20:45 | 20:45     |               |                 |                                   | Amsterdam, Nederländerna Publik: 49 491 Domare: Jonas Eriksson (Sverige) | Amsterdam, Nederländerna Publik: 49 491 Domare: Jonas Eriksson (Sverige) |
| 20:45 | 20:45     |               |                 |                                   | Amsterdam, Nederländerna Publik: 49 491 Domare: Jonas Eriksson (Sverige) | Amsterdam, Nederländerna Publik: 49 491 Domare: Jonas Eriksson (Sverige) |

|       | 24 oktober | Ajax                                  | 3 – 1           | Manchester City | Amsterdam Arena                                                           |                                                                           |
| 20:45 | 20:45      | De Jong 45′ Moisander 57′ Eriksen 68′ | (1 – 1) Rapport | Nasri 22′       | Amsterdam, Nederländerna Publik: 45 743 Domare: Svein Oddvar Moen (Norge) | Amsterdam, Nederländerna Publik: 45 743 Domare: Svein Oddvar Moen (Norge) |
| 20:45 | 20:45      |                                       |                 |                 | Amsterdam, Nederländerna Publik: 45 743 Domare: Svein Oddvar Moen (Norge) | Amsterdam, Nederländerna Publik: 45 743 Domare: Svein Oddvar Moen (Norge) |
| 20:45 | 20:45      |                                       |                 |                 | Amsterdam, Nederländerna Publik: 45 743 Domare: Svein Oddvar Moen (Norge) | Amsterdam, Nederländerna Publik: 45 743 Domare: Svein Oddvar Moen (Norge) |

|       | 24 oktober | Borussia Dortmund             | 2 – 1           | Real Madrid | Signal Iduna Park                                                |                                                                  |
| 20:45 | 20:45      | Lewandowski 36′ Schmelzer 64′ | (1 – 1) Rapport | Ronaldo 38′ | Dortmund, Tyskland Publik: 65 829 Domare: Viktor Kassai (Ungern) | Dortmund, Tyskland Publik: 65 829 Domare: Viktor Kassai (Ungern) |
| 20:45 | 20:45      |                               |                 |             | Dortmund, Tyskland Publik: 65 829 Domare: Viktor Kassai (Ungern) | Dortmund, Tyskland Publik: 65 829 Domare: Viktor Kassai (Ungern) |
| 20:45 | 20:45      |                               |                 |             | Dortmund, Tyskland Publik: 65 829 Domare: Viktor Kassai (Ungern) | Dortmund, Tyskland Publik: 65 829 Domare: Viktor Kassai (Ungern) |

|       | 6 november | Manchester City         | 2 – 2           | Ajax             | Etihad Stadium                                                       |                                                                      |
| 20:45 | 20:45      | Y. Touré 22′ Agüero 74′ | (1 – 2) Rapport | De Jong 10′, 17′ | Manchester, England Publik: 40 222 Domare: Peter Rasmussen (Danmark) | Manchester, England Publik: 40 222 Domare: Peter Rasmussen (Danmark) |
| 20:45 | 20:45      |                         |                 |                  | Manchester, England Publik: 40 222 Domare: Peter Rasmussen (Danmark) | Manchester, England Publik: 40 222 Domare: Peter Rasmussen (Danmark) |
| 20:45 | 20:45      |                         |                 |                  | Manchester, England Publik: 40 222 Domare: Peter Rasmussen (Danmark) | Manchester, England Publik: 40 222 Domare: Peter Rasmussen (Danmark) |

|       | 6 november | Real Madrid       | 2 – 2           | Borussia Dortmund           | Santiago Bernabéu-stadion                                     |                                                               |
| 20:45 | 20:45      | Pepe 34′ Özil 89′ | (1 – 2) Rapport | Reus 28′ Arbeloa 45′ (sjm.) | Madrid, Spanien Publik: 74 932 Domare: Cüneyt Çakır (Turkiet) | Madrid, Spanien Publik: 74 932 Domare: Cüneyt Çakır (Turkiet) |
| 20:45 | 20:45      |                   |                 |                             | Madrid, Spanien Publik: 74 932 Domare: Cüneyt Çakır (Turkiet) | Madrid, Spanien Publik: 74 932 Domare: Cüneyt Çakır (Turkiet) |
| 20:45 | 20:45      |                   |                 |                             | Madrid, Spanien Publik: 74 932 Domare: Cüneyt Çakır (Turkiet) | Madrid, Spanien Publik: 74 932 Domare: Cüneyt Çakır (Turkiet) |

|       | 21 november | Ajax       | 1 – 4           | Borussia Dortmund                      | Amsterdam Arena                                                          |                                                                          |
| 20:45 | 20:45       | Hoesen 87′ | (0 – 3) Rapport | Reus 8′ Götze 36′ Lewandowski 41′, 67′ | Amsterdam, Nederländerna Publik: 47 500 Domare: Pedro Proença (Portugal) | Amsterdam, Nederländerna Publik: 47 500 Domare: Pedro Proença (Portugal) |
| 20:45 | 20:45       |            |                 |                                        | Amsterdam, Nederländerna Publik: 47 500 Domare: Pedro Proença (Portugal) | Amsterdam, Nederländerna Publik: 47 500 Domare: Pedro Proença (Portugal) |
| 20:45 | 20:45       |            |                 |                                        | Amsterdam, Nederländerna Publik: 47 500 Domare: Pedro Proença (Portugal) | Amsterdam, Nederländerna Publik: 47 500 Domare: Pedro Proença (Portugal) |

|       | 21 november | Manchester City   | 1 – 1           | Real Madrid | Etihad Stadium                                                       |                                                                      |
| 20:45 | 20:45       | Agüero 73′ (str.) | (0 – 1) Rapport | Benzema 10′ | Manchester, England Publik: 45 740 Domare: Gianluca Rocchi (Italien) | Manchester, England Publik: 45 740 Domare: Gianluca Rocchi (Italien) |
| 20:45 | 20:45       |                   |                 |             | Manchester, England Publik: 45 740 Domare: Gianluca Rocchi (Italien) | Manchester, England Publik: 45 740 Domare: Gianluca Rocchi (Italien) |
| 20:45 | 20:45       |                   |                 |             | Manchester, England Publik: 45 740 Domare: Gianluca Rocchi (Italien) | Manchester, England Publik: 45 740 Domare: Gianluca Rocchi (Italien) |

|       | 4 december | Borussia Dortmund | 1 – 0           | Manchester City | Signal Iduna Park                                                 |                                                                   |
| 20:45 | 20:45      | Schieber 57′      | (0 – 0) Rapport |                 | Dortmund, Tyskland Publik: 65 829 Domare: Milorad Mažić (Serbien) | Dortmund, Tyskland Publik: 65 829 Domare: Milorad Mažić (Serbien) |
| 20:45 | 20:45      |                   |                 |                 | Dortmund, Tyskland Publik: 65 829 Domare: Milorad Mažić (Serbien) | Dortmund, Tyskland Publik: 65 829 Domare: Milorad Mažić (Serbien) |
| 20:45 | 20:45      |                   |                 |                 | Dortmund, Tyskland Publik: 65 829 Domare: Milorad Mažić (Serbien) | Dortmund, Tyskland Publik: 65 829 Domare: Milorad Mažić (Serbien) |

|       | 4 december | Real Madrid                            | 4 – 1           | Ajax           | Santiago Bernabéu-stadion                                        |                                                                  |
| 20:45 | 20:45      | Ronaldo 13′ Callejón 28′, 88′ Kaká 49′ | (2 – 0) Rapport | Boerrigter 59′ | Madrid, Spanien Publik: 57 245 Domare: Pavel Královec (Tjeckien) | Madrid, Spanien Publik: 57 245 Domare: Pavel Královec (Tjeckien) |
| 20:45 | 20:45      |                                        |                 |                | Madrid, Spanien Publik: 57 245 Domare: Pavel Královec (Tjeckien) | Madrid, Spanien Publik: 57 245 Domare: Pavel Královec (Tjeckien) |
| 20:45 | 20:45      |                                        |                 |                | Madrid, Spanien Publik: 57 245 Domare: Pavel Královec (Tjeckien) | Madrid, Spanien Publik: 57 245 Domare: Pavel Královec (Tjeckien) |

### Grupp E
| Nr | Lag              | S | V | O | F | GM | IM | MS  | P  |
| -- | ---------------- | - | - | - | - | -- | -- | --- | -- |
| 1  | Juventus         | 6 | 3 | 3 | 0 | 12 | 4  | +8  | 12 |
| 2  | Sjachtar Donetsk | 6 | 3 | 1 | 2 | 12 | 8  | +4  | 10 |
| 3  | Chelsea          | 6 | 3 | 1 | 2 | 16 | 10 | +6  | 10 |
| 4  | FC Nordsjælland  | 6 | 0 | 1 | 5 | 4  | 22 | −18 | 1  |

| Hemma \ Borta    | England | Danmark | Italien | Ukraina |
| Chelsea          | —       | 6–1     | 2–2     | 3–2     |
| FC Nordsjælland  | 0–4     | —       | 1–1     | 2–5     |
| Juventus         | 3–0     | 4–0     | —       | 1–1     |
| Sjachtar Donetsk | 2–1     | 2–0     | 0–1     | —       |

|       | 19 september | Sjachtar Donetsk    | 2 – 0           | FC Nordsjælland | Donbass Arena                                             |                                                           |
| 20:45 | 20:45        | Mchitarjan 44′, 76′ | (1 – 0) Rapport |                 | Donetsk, Ukraina Publik: 45 816 Domare: Paweł Gil (Polen) | Donetsk, Ukraina Publik: 45 816 Domare: Paweł Gil (Polen) |
| 20:45 | 20:45        |                     |                 |                 | Donetsk, Ukraina Publik: 45 816 Domare: Paweł Gil (Polen) | Donetsk, Ukraina Publik: 45 816 Domare: Paweł Gil (Polen) |
| 20:45 | 20:45        |                     |                 |                 | Donetsk, Ukraina Publik: 45 816 Domare: Paweł Gil (Polen) | Donetsk, Ukraina Publik: 45 816 Domare: Paweł Gil (Polen) |

|       | 19 september | Chelsea        | 2 – 2           | Juventus                  | Stamford Bridge                                                 |                                                                 |
| 20:45 | 20:45        | Oscar 31′, 33′ | (2 – 1) Rapport | Vidal 38′ Qualiarella 80′ | London, England Publik: 40 918 Domare: Pedro Proença (Portugal) | London, England Publik: 40 918 Domare: Pedro Proença (Portugal) |
| 20:45 | 20:45        |                |                 |                           | London, England Publik: 40 918 Domare: Pedro Proença (Portugal) | London, England Publik: 40 918 Domare: Pedro Proença (Portugal) |
| 20:45 | 20:45        |                |                 |                           | London, England Publik: 40 918 Domare: Pedro Proença (Portugal) | London, England Publik: 40 918 Domare: Pedro Proença (Portugal) |

|       | 2 oktober | Juventus    | 1 – 1           | Sjachtar Donetsk | Juventus Stadium                                                  |                                                                   |
| 20:45 | 20:45     | Bonucci 25′ | (1 – 1) Rapport | Teixeira 23′     | Turin, Italien Publik: 25 599 Domare: Bas Nijhuis (Nederländerna) | Turin, Italien Publik: 25 599 Domare: Bas Nijhuis (Nederländerna) |
| 20:45 | 20:45     |             |                 |                  | Turin, Italien Publik: 25 599 Domare: Bas Nijhuis (Nederländerna) | Turin, Italien Publik: 25 599 Domare: Bas Nijhuis (Nederländerna) |
| 20:45 | 20:45     |             |                 |                  | Turin, Italien Publik: 25 599 Domare: Bas Nijhuis (Nederländerna) | Turin, Italien Publik: 25 599 Domare: Bas Nijhuis (Nederländerna) |

|       | 2 oktober | FC Nordsjælland | 0 – 4           | Chelsea                            | Parken                                                                |                                                                       |
| 20:45 | 20:45     |                 | (0 – 1) Rapport | Mata 33′, 82′ Luiz 79′ Ramires 89′ | Köpenhamn, Danmark Publik: 25 120 Domare: Marijo Strahonja (Kroatien) | Köpenhamn, Danmark Publik: 25 120 Domare: Marijo Strahonja (Kroatien) |
| 20:45 | 20:45     |                 |                 |                                    | Köpenhamn, Danmark Publik: 25 120 Domare: Marijo Strahonja (Kroatien) | Köpenhamn, Danmark Publik: 25 120 Domare: Marijo Strahonja (Kroatien) |
| 20:45 | 20:45     |                 |                 |                                    | Köpenhamn, Danmark Publik: 25 120 Domare: Marijo Strahonja (Kroatien) | Köpenhamn, Danmark Publik: 25 120 Domare: Marijo Strahonja (Kroatien) |

|       | 23 oktober | FC Nordsjælland | 1 – 1           | Juventus    | Parken                                                             |                                                                    |
| 20:45 | 20:45      | Beckmann 50′    | (0 – 0) Rapport | Vučinić 81′ | Köpenhamn, Danmark Publik: 22 404 Domare: Deniz Aytekin (Tyskland) | Köpenhamn, Danmark Publik: 22 404 Domare: Deniz Aytekin (Tyskland) |
| 20:45 | 20:45      |                 |                 |             | Köpenhamn, Danmark Publik: 22 404 Domare: Deniz Aytekin (Tyskland) | Köpenhamn, Danmark Publik: 22 404 Domare: Deniz Aytekin (Tyskland) |
| 20:45 | 20:45      |                 |                 |             | Köpenhamn, Danmark Publik: 22 404 Domare: Deniz Aytekin (Tyskland) | Köpenhamn, Danmark Publik: 22 404 Domare: Deniz Aytekin (Tyskland) |

|       | 23 oktober | Sjachtar Donetsk                 | 2 – 1           | Chelsea   | Donbass Arena                                                     |                                                                   |
| 20:45 | 20:45      | Alex Teixeira 3′ Fernandinho 52′ | (1 – 0) Rapport | Oscar 88′ | Donetsk, Ukraina Publik: 51 435 Domare: Damir Skomina (Slovenien) | Donetsk, Ukraina Publik: 51 435 Domare: Damir Skomina (Slovenien) |
| 20:45 | 20:45      |                                  |                 |           | Donetsk, Ukraina Publik: 51 435 Domare: Damir Skomina (Slovenien) | Donetsk, Ukraina Publik: 51 435 Domare: Damir Skomina (Slovenien) |
| 20:45 | 20:45      |                                  |                 |           | Donetsk, Ukraina Publik: 51 435 Domare: Damir Skomina (Slovenien) | Donetsk, Ukraina Publik: 51 435 Domare: Damir Skomina (Slovenien) |

|       | 7 november | Juventus                                             | 4 – 0           | FC Nordsjælland | Juventus Stadium                                                      |                                                                       |
| 20:45 | 20:45      | Marchisio 6′ Vidal 23′ Giovinco 37′ Quagliarella 75′ | (3 – 0) Rapport |                 | Turin, Italien Publik: 27 789 Domare: Aleksandar Stavrev (Makedonien) | Turin, Italien Publik: 27 789 Domare: Aleksandar Stavrev (Makedonien) |
| 20:45 | 20:45      |                                                      |                 |                 | Turin, Italien Publik: 27 789 Domare: Aleksandar Stavrev (Makedonien) | Turin, Italien Publik: 27 789 Domare: Aleksandar Stavrev (Makedonien) |
| 20:45 | 20:45      |                                                      |                 |                 | Turin, Italien Publik: 27 789 Domare: Aleksandar Stavrev (Makedonien) | Turin, Italien Publik: 27 789 Domare: Aleksandar Stavrev (Makedonien) |

|       | 7 november | Chelsea                         | 3 – 2           | Sjachtar Donetsk | Stamford Bridge                                                          |                                                                          |
| 20:45 | 20:45      | Torres 6′ Oscar 40′ Moses 90+4′ | (2 – 1) Rapport | Willian 9′, 47′  | London, England Publik: 41 067 Domare: Carlos Velasco Carballo (Spanien) | London, England Publik: 41 067 Domare: Carlos Velasco Carballo (Spanien) |
| 20:45 | 20:45      |                                 |                 |                  | London, England Publik: 41 067 Domare: Carlos Velasco Carballo (Spanien) | London, England Publik: 41 067 Domare: Carlos Velasco Carballo (Spanien) |
| 20:45 | 20:45      |                                 |                 |                  | London, England Publik: 41 067 Domare: Carlos Velasco Carballo (Spanien) | London, England Publik: 41 067 Domare: Carlos Velasco Carballo (Spanien) |

|       | 20 november | FC Nordsjælland              | 2 – 5           | Sjachtar Donetsk                            | Parken                                                               |                                                                      |
| 20:45 | 20:45       | Nordstrand 24′ Lorentzen 29′ | (2 – 2) Rapport | Luiz Adriano 26′, 53′, 81′ Willian 44′, 50′ | Köpenhamn, Danmark Publik: 17 054 Domare: Antony Gautier (Frankrike) | Köpenhamn, Danmark Publik: 17 054 Domare: Antony Gautier (Frankrike) |
| 20:45 | 20:45       |                              |                 |                                             | Köpenhamn, Danmark Publik: 17 054 Domare: Antony Gautier (Frankrike) | Köpenhamn, Danmark Publik: 17 054 Domare: Antony Gautier (Frankrike) |
| 20:45 | 20:45       |                              |                 |                                             | Köpenhamn, Danmark Publik: 17 054 Domare: Antony Gautier (Frankrike) | Köpenhamn, Danmark Publik: 17 054 Domare: Antony Gautier (Frankrike) |

|       | 20 november | Juventus                                  | 3 – 0           | Chelsea | Juventus Stadium                                             |                                                              |
| 20:45 | 20:45       | Quagliarella 38′ Vidal 61′ Giovinco 90+1′ | (1 – 0) Rapport |         | Turin, Italien Publik: 39 670 Domare: Cüneyt Çakır (Turkiet) | Turin, Italien Publik: 39 670 Domare: Cüneyt Çakır (Turkiet) |
| 20:45 | 20:45       |                                           |                 |         | Turin, Italien Publik: 39 670 Domare: Cüneyt Çakır (Turkiet) | Turin, Italien Publik: 39 670 Domare: Cüneyt Çakır (Turkiet) |
| 20:45 | 20:45       |                                           |                 |         | Turin, Italien Publik: 39 670 Domare: Cüneyt Çakır (Turkiet) | Turin, Italien Publik: 39 670 Domare: Cüneyt Çakır (Turkiet) |

|       | 5 december | Sjachtar Donetsk | 0 – 1           | Juventus          | Donbass Arena                                                    |                                                                  |
| 20:45 | 20:45      |                  | (0 – 0) Rapport | Kucher 56′ (sjm.) | Donetsk, Ukraina Publik: 50 104 Domare: Jonas Eriksson (Sverige) | Donetsk, Ukraina Publik: 50 104 Domare: Jonas Eriksson (Sverige) |
| 20:45 | 20:45      |                  |                 |                   | Donetsk, Ukraina Publik: 50 104 Domare: Jonas Eriksson (Sverige) | Donetsk, Ukraina Publik: 50 104 Domare: Jonas Eriksson (Sverige) |
| 20:45 | 20:45      |                  |                 |                   | Donetsk, Ukraina Publik: 50 104 Domare: Jonas Eriksson (Sverige) | Donetsk, Ukraina Publik: 50 104 Domare: Jonas Eriksson (Sverige) |

|       | 5 december | Chelsea                                                               | 6 – 1           | FC Nordsjælland | Stamford Bridge                                                    |                                                                    |
| 20:45 | 20:45      | David Luiz 38′ (str.) Torres 45+2′, 56′ Cahill 51′ Mata 63′ Oscar 71′ | (2 – 0) Rapport | J. John 46′     | London, England Publik: 40 084 Domare: Bas Nijhuis (Nederländerna) | London, England Publik: 40 084 Domare: Bas Nijhuis (Nederländerna) |
| 20:45 | 20:45      |                                                                       |                 |                 | London, England Publik: 40 084 Domare: Bas Nijhuis (Nederländerna) | London, England Publik: 40 084 Domare: Bas Nijhuis (Nederländerna) |
| 20:45 | 20:45      |                                                                       |                 |                 | London, England Publik: 40 084 Domare: Bas Nijhuis (Nederländerna) | London, England Publik: 40 084 Domare: Bas Nijhuis (Nederländerna) |

### Grupp F
| Nr | Lag            | S | V | O | F | GM | IM | MS | P  |
| -- | -------------- | - | - | - | - | -- | -- | -- | -- |
| 1  | Bayern München | 6 | 4 | 1 | 1 | 15 | 7  | +8 | 13 |
| 2  | Valencia       | 6 | 4 | 1 | 1 | 12 | 5  | +7 | 13 |
| 3  | BATE Borisov   | 6 | 2 | 0 | 4 | 9  | 15 | −6 | 6  |
| 4  | Lille          | 6 | 1 | 0 | 5 | 4  | 13 | −9 | 3  |

| Hemma \ Borta  | Belarus | Tyskland | Frankrike | Spanien |
| BATE Borisov   | —       | 3–1      | 0–2       | 0–3     |
| Bayern München | 4–1     | —        | 6–1       | 2–1     |
| Lille          | 1–3     | 0–1      | —         | 0–1     |
| Valencia       | 4–2     | 1–1      | 2–0       | —       |

|       | 19 september | Lille       | 1 – 3           | BATE Borisov                              | Grand Stade Lille Métropole                                               |                                                                           |
| 20:45 | 20:45        | Chedjou 60′ | (0 – 3) Rapport | Valadzko 6′ Rodionov 20′ Alyakhnovich 43′ | Villeneuve-d'Ascq, Frankrike Publik: 38 122 Domare: Marcin Borski (Polen) | Villeneuve-d'Ascq, Frankrike Publik: 38 122 Domare: Marcin Borski (Polen) |
| 20:45 | 20:45        |             |                 |                                           | Villeneuve-d'Ascq, Frankrike Publik: 38 122 Domare: Marcin Borski (Polen) | Villeneuve-d'Ascq, Frankrike Publik: 38 122 Domare: Marcin Borski (Polen) |
| 20:45 | 20:45        |             |                 |                                           | Villeneuve-d'Ascq, Frankrike Publik: 38 122 Domare: Marcin Borski (Polen) | Villeneuve-d'Ascq, Frankrike Publik: 38 122 Domare: Marcin Borski (Polen) |

|       | 19 september | Bayern München               | 2 – 1           | Valencia     | Allianz Arena                                                    |                                                                  |
| 20:45 | 20:45        | Schweinsteiger 38′ Kroos 76′ | (1 – 0) Rapport | Valdez 90+1′ | München, Tyskland Publik: 68 000 Domare: Fırat Aydınus (Turkiet) | München, Tyskland Publik: 68 000 Domare: Fırat Aydınus (Turkiet) |
| 20:45 | 20:45        |                              |                 |              | München, Tyskland Publik: 68 000 Domare: Fırat Aydınus (Turkiet) | München, Tyskland Publik: 68 000 Domare: Fırat Aydınus (Turkiet) |
| 20:45 | 20:45        |                              |                 |              | München, Tyskland Publik: 68 000 Domare: Fırat Aydınus (Turkiet) | München, Tyskland Publik: 68 000 Domare: Fırat Aydınus (Turkiet) |

|       | 2 oktober | Valencia       | 2 – 0           | Lille | Mestalla                                                           |                                                                    |
| 20:45 | 20:45     | Jonas 38′, 75′ | (1 – 0) Rapport |       | Valencia, Spanien Publik: 28 517 Domare: Gianluca Rocchi (Italien) | Valencia, Spanien Publik: 28 517 Domare: Gianluca Rocchi (Italien) |
| 20:45 | 20:45     |                |                 |       | Valencia, Spanien Publik: 28 517 Domare: Gianluca Rocchi (Italien) | Valencia, Spanien Publik: 28 517 Domare: Gianluca Rocchi (Italien) |
| 20:45 | 20:45     |                |                 |       | Valencia, Spanien Publik: 28 517 Domare: Gianluca Rocchi (Italien) | Valencia, Spanien Publik: 28 517 Domare: Gianluca Rocchi (Italien) |

|       | 2 oktober | BATE Borisov                           | 3 – 1           | Bayern München | Dinamostadion                                                             |                                                                           |
| 20:45 | 20:45     | Pawlaw 23′ Radyyonaw 78′ Bressan 90+5′ | (1 – 0) Rapport | Ribéry 90+1′   | Minsk, Vitryssland Publik: 24 636 Domare: Aleksandar Stavrev (Makedonien) | Minsk, Vitryssland Publik: 24 636 Domare: Aleksandar Stavrev (Makedonien) |
| 20:45 | 20:45     |                                        |                 |                | Minsk, Vitryssland Publik: 24 636 Domare: Aleksandar Stavrev (Makedonien) | Minsk, Vitryssland Publik: 24 636 Domare: Aleksandar Stavrev (Makedonien) |
| 20:45 | 20:45     |                                        |                 |                | Minsk, Vitryssland Publik: 24 636 Domare: Aleksandar Stavrev (Makedonien) | Minsk, Vitryssland Publik: 24 636 Domare: Aleksandar Stavrev (Makedonien) |

|       | 23 oktober | BATE Borisov | 0 – 3           | Valencia                       | Dinamostadion                                                       |                                                                     |
| 20:45 | 20:45      |              | (0 – 1) Rapport | Soldado 45+1′ (str.), 55′, 69′ | Minsk, Vitryssland Publik: 29 180 Domare: Craig Thomson (Skottland) | Minsk, Vitryssland Publik: 29 180 Domare: Craig Thomson (Skottland) |
| 20:45 | 20:45      |              |                 |                                | Minsk, Vitryssland Publik: 29 180 Domare: Craig Thomson (Skottland) | Minsk, Vitryssland Publik: 29 180 Domare: Craig Thomson (Skottland) |
| 20:45 | 20:45      |              |                 |                                | Minsk, Vitryssland Publik: 29 180 Domare: Craig Thomson (Skottland) | Minsk, Vitryssland Publik: 29 180 Domare: Craig Thomson (Skottland) |

|       | 23 oktober | Lille | 0 – 1           | Bayern München    | Grand Stade Lille Métropole                                                   |                                                                               |
| 20:45 | 20:45      |       | (0 – 1) Rapport | Müller 20′ (str.) | Villeneuve-d'Ascq, Frankrike Publik: 45 259 Domare: Martin Atkinson (England) | Villeneuve-d'Ascq, Frankrike Publik: 45 259 Domare: Martin Atkinson (England) |
| 20:45 | 20:45      |       |                 |                   | Villeneuve-d'Ascq, Frankrike Publik: 45 259 Domare: Martin Atkinson (England) | Villeneuve-d'Ascq, Frankrike Publik: 45 259 Domare: Martin Atkinson (England) |
| 20:45 | 20:45      |       |                 |                   | Villeneuve-d'Ascq, Frankrike Publik: 45 259 Domare: Martin Atkinson (England) | Villeneuve-d'Ascq, Frankrike Publik: 45 259 Domare: Martin Atkinson (England) |

|       | 7 november | Valencia                                       | 4 – 2           | BATE Borisov                  | Mestalla                                                          |                                                                   |
| 20:45 | 20:45      | Jonas 26′ Soldado 29′ (str.) Feghouli 51′, 86′ | (2 – 0) Rapport | R. Bressan 53′ Mazalewski 83′ | Valencia, Spanien Publik: 22 795 Domare: Tom Harald Hagen (Norge) | Valencia, Spanien Publik: 22 795 Domare: Tom Harald Hagen (Norge) |
| 20:45 | 20:45      |                                                |                 |                               | Valencia, Spanien Publik: 22 795 Domare: Tom Harald Hagen (Norge) | Valencia, Spanien Publik: 22 795 Domare: Tom Harald Hagen (Norge) |
| 20:45 | 20:45      |                                                |                 |                               | Valencia, Spanien Publik: 22 795 Domare: Tom Harald Hagen (Norge) | Valencia, Spanien Publik: 22 795 Domare: Tom Harald Hagen (Norge) |

|       | 7 november | Bayern München                                               | 6 – 1           | Lille     | Allianz Arena                                                      |                                                                    |
| 20:45 | 20:45      | Schweinsteiger 5′ Pizarro 18′, 28′, 33′ Robben 23′ Kroos 66′ | (5 – 0) Rapport | Kalou 57′ | München, Tyskland Publik: 68 000 Domare: Ovidiu Haţegan (Rumänien) | München, Tyskland Publik: 68 000 Domare: Ovidiu Haţegan (Rumänien) |
| 20:45 | 20:45      |                                                              |                 |           | München, Tyskland Publik: 68 000 Domare: Ovidiu Haţegan (Rumänien) | München, Tyskland Publik: 68 000 Domare: Ovidiu Haţegan (Rumänien) |
| 20:45 | 20:45      |                                                              |                 |           | München, Tyskland Publik: 68 000 Domare: Ovidiu Haţegan (Rumänien) | München, Tyskland Publik: 68 000 Domare: Ovidiu Haţegan (Rumänien) |

|       | 20 november | BATE Borisov | 0 – 2           | Lille                | Dinamostadion                                                         |                                                                       |
| 18:00 | 18:00       |              | (0 – 2) Rapport | Sidibé 14′ Bruno 31′ | Minsk, Vitryssland Publik: 22 810 Domare: Marijo Strahonja (Kroatien) | Minsk, Vitryssland Publik: 22 810 Domare: Marijo Strahonja (Kroatien) |
| 18:00 | 18:00       |              |                 |                      | Minsk, Vitryssland Publik: 22 810 Domare: Marijo Strahonja (Kroatien) | Minsk, Vitryssland Publik: 22 810 Domare: Marijo Strahonja (Kroatien) |
| 18:00 | 18:00       |              |                 |                      | Minsk, Vitryssland Publik: 22 810 Domare: Marijo Strahonja (Kroatien) | Minsk, Vitryssland Publik: 22 810 Domare: Marijo Strahonja (Kroatien) |

|       | 20 november | Valencia     | 1 – 1           | Bayern München | Mestalla                                                       |                                                                |
| 20:45 | 20:45       | Feghouli 77′ | (0 – 0) Rapport | Müller 82′     | Valencia, Spanien Publik: 35 407 Domare: Howard Webb (England) | Valencia, Spanien Publik: 35 407 Domare: Howard Webb (England) |
| 20:45 | 20:45       |              |                 |                | Valencia, Spanien Publik: 35 407 Domare: Howard Webb (England) | Valencia, Spanien Publik: 35 407 Domare: Howard Webb (England) |
| 20:45 | 20:45       |              |                 |                | Valencia, Spanien Publik: 35 407 Domare: Howard Webb (England) | Valencia, Spanien Publik: 35 407 Domare: Howard Webb (England) |

|       | 5 december | Lille | 0 – 1           | Valencia         | Grand Stade Lille Métropole                                                         |                                                                                     |
| 20:45 | 20:45      |       | (0 – 1) Rapport | Jonas 36′ (str.) | Villeneuve-d'Ascq, Frankrike Publik: 40 036 Domare: Aleksandar Stavrev (Makedonien) | Villeneuve-d'Ascq, Frankrike Publik: 40 036 Domare: Aleksandar Stavrev (Makedonien) |
| 20:45 | 20:45      |       |                 |                  | Villeneuve-d'Ascq, Frankrike Publik: 40 036 Domare: Aleksandar Stavrev (Makedonien) | Villeneuve-d'Ascq, Frankrike Publik: 40 036 Domare: Aleksandar Stavrev (Makedonien) |
| 20:45 | 20:45      |       |                 |                  | Villeneuve-d'Ascq, Frankrike Publik: 40 036 Domare: Aleksandar Stavrev (Makedonien) | Villeneuve-d'Ascq, Frankrike Publik: 40 036 Domare: Aleksandar Stavrev (Makedonien) |

|       | 5 december | Bayern München                             | 4 – 1           | BATE Borisov  | Allianz Arena                                                       |                                                                     |
| 20:45 | 20:45      | Gómez 22′ Müller 54′ Shaqiri 65′ Alaba 83′ | (1 – 0) Rapport | Filipenko 89′ | München, Tyskland Publik: 68 000 Domare: William Collum (Skottland) | München, Tyskland Publik: 68 000 Domare: William Collum (Skottland) |
| 20:45 | 20:45      |                                            |                 |               | München, Tyskland Publik: 68 000 Domare: William Collum (Skottland) | München, Tyskland Publik: 68 000 Domare: William Collum (Skottland) |
| 20:45 | 20:45      |                                            |                 |               | München, Tyskland Publik: 68 000 Domare: William Collum (Skottland) | München, Tyskland Publik: 68 000 Domare: William Collum (Skottland) |

### Grupp G
| Nr | Lag            | S | V | O | F | GM | IM | MS | P  |
| -- | -------------- | - | - | - | - | -- | -- | -- | -- |
| 1  | Barcelona      | 6 | 4 | 1 | 1 | 11 | 5  | +6 | 13 |
| 2  | Celtic         | 6 | 3 | 1 | 2 | 9  | 8  | +1 | 10 |
| 3  | Benfica        | 6 | 2 | 2 | 2 | 5  | 5  | 0  | 8  |
| 4  | Spartak Moskva | 6 | 1 | 0 | 5 | 7  | 14 | −7 | 3  |

| Hemma \ Borta  | Spanien | Portugal | Skottland | Ryssland |
| Barcelona      | —       | 0–0      | 2–1       | 3–2      |
| Benfica        | 0–2     | —        | 2–1       | 2–0      |
| Celtic         | 2–1     | 0–0      | —         | 2–1      |
| Spartak Moskva | 0–3     | 2–1      | 2–3       | —        |

|       | 19 september | Barcelona                | 3 – 2           | Spartak Moskva              | Camp Nou                                                          |                                                                   |
| 20:45 | 20:45        | Tello 14′ Messi 71′, 80′ | (1 – 1) Rapport | Alves 29′ (sjm.) Rômulo 59′ | Barcelona, Spanien Publik: 73 580 Domare: Milorad Mažić (Serbien) | Barcelona, Spanien Publik: 73 580 Domare: Milorad Mažić (Serbien) |
| 20:45 | 20:45        |                          |                 |                             | Barcelona, Spanien Publik: 73 580 Domare: Milorad Mažić (Serbien) | Barcelona, Spanien Publik: 73 580 Domare: Milorad Mažić (Serbien) |
| 20:45 | 20:45        |                          |                 |                             | Barcelona, Spanien Publik: 73 580 Domare: Milorad Mažić (Serbien) | Barcelona, Spanien Publik: 73 580 Domare: Milorad Mažić (Serbien) |

|       | 19 september | Celtic | 0 – 0   | Benfica | Celtic Park                                                        |                                                                    |
| 20:45 | 20:45        |        | Rapport |         | Glasgow, Skottland Publik: 57 759 Domare: Nicola Rizzoli (Italien) | Glasgow, Skottland Publik: 57 759 Domare: Nicola Rizzoli (Italien) |
| 20:45 | 20:45        |        |         |         | Glasgow, Skottland Publik: 57 759 Domare: Nicola Rizzoli (Italien) | Glasgow, Skottland Publik: 57 759 Domare: Nicola Rizzoli (Italien) |
| 20:45 | 20:45        |        |         |         | Glasgow, Skottland Publik: 57 759 Domare: Nicola Rizzoli (Italien) | Glasgow, Skottland Publik: 57 759 Domare: Nicola Rizzoli (Italien) |

|       | 2 oktober | Spartak Moskva   | 2 – 3           | Celtic                                        | Luzjnikistadion                                                  |                                                                  |
| 18:00 | 18:00     | Emenike 41′, 48′ | (1 – 1) Rapport | Hooper 12′ D. Kombarov 71′ (sjm.) Samaras 90′ | Moskva, Ryssland Publik: 43 351 Domare: Tony Chapron (Frankrike) | Moskva, Ryssland Publik: 43 351 Domare: Tony Chapron (Frankrike) |
| 18:00 | 18:00     |                  |                 |                                               | Moskva, Ryssland Publik: 43 351 Domare: Tony Chapron (Frankrike) | Moskva, Ryssland Publik: 43 351 Domare: Tony Chapron (Frankrike) |
| 18:00 | 18:00     |                  |                 |                                               | Moskva, Ryssland Publik: 43 351 Domare: Tony Chapron (Frankrike) | Moskva, Ryssland Publik: 43 351 Domare: Tony Chapron (Frankrike) |

|       | 2 oktober | Benfica | 0 – 2           | Barcelona               | Estádio da Luz                                                   |                                                                  |
| 20:45 | 20:45     |         | (0 – 1) Rapport | Sánchez 6′ Fàbregas 55′ | Lissabon, Portugal Publik: 63 847 Domare: Cüneyt Çakır (Turkiet) | Lissabon, Portugal Publik: 63 847 Domare: Cüneyt Çakır (Turkiet) |
| 20:45 | 20:45     |         |                 |                         | Lissabon, Portugal Publik: 63 847 Domare: Cüneyt Çakır (Turkiet) | Lissabon, Portugal Publik: 63 847 Domare: Cüneyt Çakır (Turkiet) |
| 20:45 | 20:45     |         |                 |                         | Lissabon, Portugal Publik: 63 847 Domare: Cüneyt Çakır (Turkiet) | Lissabon, Portugal Publik: 63 847 Domare: Cüneyt Çakır (Turkiet) |

|       | 23 oktober | Spartak Moskva                  | 2 – 1           | Benfica  | Luzjnikistadion                                                    |                                                                    |
| 18:00 | 18:00      | R. Carioca 3′ Jardel 43′ (sjm.) | (2 – 1) Rapport | Lima 33′ | Moskva, Ryssland Publik: 41 237 Domare: Mark Clattenburg (England) | Moskva, Ryssland Publik: 41 237 Domare: Mark Clattenburg (England) |
| 18:00 | 18:00      |                                 |                 |          | Moskva, Ryssland Publik: 41 237 Domare: Mark Clattenburg (England) | Moskva, Ryssland Publik: 41 237 Domare: Mark Clattenburg (England) |
| 18:00 | 18:00      |                                 |                 |          | Moskva, Ryssland Publik: 41 237 Domare: Mark Clattenburg (England) | Moskva, Ryssland Publik: 41 237 Domare: Mark Clattenburg (England) |

|       | 23 oktober | Barcelona              | 2 – 1           | Celtic      | Camp Nou                                                            |                                                                     |
| 20:45 | 20:45      | Iniesta 45′ Alba 90+4′ | (1 – 1) Rapport | Samaras 18′ | Barcelona, Spanien Publik: 77 781 Domare: Gianluca Rocchi (Italien) | Barcelona, Spanien Publik: 77 781 Domare: Gianluca Rocchi (Italien) |
| 20:45 | 20:45      |                        |                 |             | Barcelona, Spanien Publik: 77 781 Domare: Gianluca Rocchi (Italien) | Barcelona, Spanien Publik: 77 781 Domare: Gianluca Rocchi (Italien) |
| 20:45 | 20:45      |                        |                 |             | Barcelona, Spanien Publik: 77 781 Domare: Gianluca Rocchi (Italien) | Barcelona, Spanien Publik: 77 781 Domare: Gianluca Rocchi (Italien) |

|       | 7 november | Benfica          | 2 – 0           | Spartak Moskva | Estádio da Luz                                                     |                                                                    |
| 20:45 | 20:45      | Cardozo 55′, 69′ | (0 – 0) Rapport |                | Lissabon, Portugal Publik: 36 448 Domare: Florian Meyer (Tyskland) | Lissabon, Portugal Publik: 36 448 Domare: Florian Meyer (Tyskland) |
| 20:45 | 20:45      |                  |                 |                | Lissabon, Portugal Publik: 36 448 Domare: Florian Meyer (Tyskland) | Lissabon, Portugal Publik: 36 448 Domare: Florian Meyer (Tyskland) |
| 20:45 | 20:45      |                  |                 |                | Lissabon, Portugal Publik: 36 448 Domare: Florian Meyer (Tyskland) | Lissabon, Portugal Publik: 36 448 Domare: Florian Meyer (Tyskland) |

|       | 7 november | Celtic               | 2 – 1           | Barcelona   | Celtic Park                                                             |                                                                         |
| 20:45 | 20:45      | Wanyama 21′ Watt 83′ | (1 – 0) Rapport | Messi 90+1′ | Glasgow, Skottland Publik: 55 283 Domare: Björn Kuipers (Nederländerna) | Glasgow, Skottland Publik: 55 283 Domare: Björn Kuipers (Nederländerna) |
| 20:45 | 20:45      |                      |                 |             | Glasgow, Skottland Publik: 55 283 Domare: Björn Kuipers (Nederländerna) | Glasgow, Skottland Publik: 55 283 Domare: Björn Kuipers (Nederländerna) |
| 20:45 | 20:45      |                      |                 |             | Glasgow, Skottland Publik: 55 283 Domare: Björn Kuipers (Nederländerna) | Glasgow, Skottland Publik: 55 283 Domare: Björn Kuipers (Nederländerna) |

|       | 20 november | Spartak Moskva | 0 – 3           | Barcelona                | Luzjnikistadion                                               |                                                               |
| 18:00 | 18:00       |                | (0 – 3) Rapport | Alves 16′ Messi 27′, 39′ | Moskva, Ryssland Publik: 67 325 Domare: Ivan Bebek (Kroatien) | Moskva, Ryssland Publik: 67 325 Domare: Ivan Bebek (Kroatien) |
| 18:00 | 18:00       |                |                 |                          | Moskva, Ryssland Publik: 67 325 Domare: Ivan Bebek (Kroatien) | Moskva, Ryssland Publik: 67 325 Domare: Ivan Bebek (Kroatien) |
| 18:00 | 18:00       |                |                 |                          | Moskva, Ryssland Publik: 67 325 Domare: Ivan Bebek (Kroatien) | Moskva, Ryssland Publik: 67 325 Domare: Ivan Bebek (Kroatien) |

|       | 20 november | Benfica           | 2 – 1           | Celtic      | Estádio da Luz                                                   |                                                                  |
| 20:45 | 20:45       | John 7′ Garay 71′ | (1 – 1) Rapport | Samaras 32′ | Lissabon, Portugal Publik: 47 065 Domare: Viktor Kassai (Ungern) | Lissabon, Portugal Publik: 47 065 Domare: Viktor Kassai (Ungern) |
| 20:45 | 20:45       |                   |                 |             | Lissabon, Portugal Publik: 47 065 Domare: Viktor Kassai (Ungern) | Lissabon, Portugal Publik: 47 065 Domare: Viktor Kassai (Ungern) |
| 20:45 | 20:45       |                   |                 |             | Lissabon, Portugal Publik: 47 065 Domare: Viktor Kassai (Ungern) | Lissabon, Portugal Publik: 47 065 Domare: Viktor Kassai (Ungern) |

|       | 5 december | Barcelona | 0 – 0   | Benfica | Camp Nou                                                            |                                                                     |
| 20:45 | 20:45      |           | Rapport |         | Barcelona, Spanien Publik: 50 659 Domare: Svein Oddvar Moen (Norge) | Barcelona, Spanien Publik: 50 659 Domare: Svein Oddvar Moen (Norge) |
| 20:45 | 20:45      |           |         |         | Barcelona, Spanien Publik: 50 659 Domare: Svein Oddvar Moen (Norge) | Barcelona, Spanien Publik: 50 659 Domare: Svein Oddvar Moen (Norge) |
| 20:45 | 20:45      |           |         |         | Barcelona, Spanien Publik: 50 659 Domare: Svein Oddvar Moen (Norge) | Barcelona, Spanien Publik: 50 659 Domare: Svein Oddvar Moen (Norge) |

|       | 5 december | Celtic                        | 2 – 1           | Spartak Moskva | Celtic Park                                                      |                                                                  |
| 20:45 | 20:45      | Hooper 21′ Commons 81′ (str.) | (1 – 1) Rapport | Ari 39′        | Glasgow, Skottland Publik: 59 168 Domare: Felix Brych (Tyskland) | Glasgow, Skottland Publik: 59 168 Domare: Felix Brych (Tyskland) |
| 20:45 | 20:45      |                               |                 |                | Glasgow, Skottland Publik: 59 168 Domare: Felix Brych (Tyskland) | Glasgow, Skottland Publik: 59 168 Domare: Felix Brych (Tyskland) |
| 20:45 | 20:45      |                               |                 |                | Glasgow, Skottland Publik: 59 168 Domare: Felix Brych (Tyskland) | Glasgow, Skottland Publik: 59 168 Domare: Felix Brych (Tyskland) |

### Grupp H
| Nr | Lag               | S | V | O | F | GM | IM | MS | P  |
| -- | ----------------- | - | - | - | - | -- | -- | -- | -- |
| 1  | Manchester United | 6 | 4 | 0 | 2 | 9  | 6  | +3 | 12 |
| 2  | Galatasaray       | 6 | 3 | 1 | 2 | 7  | 6  | +1 | 10 |
| 3  | Cluj              | 6 | 3 | 1 | 2 | 9  | 7  | +2 | 10 |
| 4  | Braga             | 6 | 1 | 0 | 5 | 7  | 13 | −6 | 3  |

| Hemma \ Borta     | Portugal | Rumänien | Turkiet | England |
| Braga             | —        | 0–2      | 1–2     | 1–3     |
| Cluj              | 3–1      | —        | 1–3     | 1–2     |
| Galatasaray       | 0–2      | 1–1      | —       | 1–0     |
| Manchester United | 3–2      | 0–1      | 1–0     | —       |

|       | 19 september | Manchester United | 1 – 0           | Galatasaray | Old Trafford                                                         |                                                                      |
| 20:45 | 20:45        | Carrick 7′        | (1 – 0) Rapport |             | Manchester, England Publik: 74 653 Domare: Wolfgang Stark (Tyskland) | Manchester, England Publik: 74 653 Domare: Wolfgang Stark (Tyskland) |
| 20:45 | 20:45        |                   |                 |             | Manchester, England Publik: 74 653 Domare: Wolfgang Stark (Tyskland) | Manchester, England Publik: 74 653 Domare: Wolfgang Stark (Tyskland) |
| 20:45 | 20:45        |                   |                 |             | Manchester, England Publik: 74 653 Domare: Wolfgang Stark (Tyskland) | Manchester, England Publik: 74 653 Domare: Wolfgang Stark (Tyskland) |

|       | 19 september | Braga | 0 – 2           | Cluj            | Estádio Municipal de Braga                                       |                                                                  |
| 20:45 | 20:45        |       | (0 – 2) Rapport | Bastos 19′, 34′ | Braga, Portugal Publik: 10 922 Domare: Peter Rasmussen (Danmark) | Braga, Portugal Publik: 10 922 Domare: Peter Rasmussen (Danmark) |
| 20:45 | 20:45        |       |                 |                 | Braga, Portugal Publik: 10 922 Domare: Peter Rasmussen (Danmark) | Braga, Portugal Publik: 10 922 Domare: Peter Rasmussen (Danmark) |
| 20:45 | 20:45        |       |                 |                 | Braga, Portugal Publik: 10 922 Domare: Peter Rasmussen (Danmark) | Braga, Portugal Publik: 10 922 Domare: Peter Rasmussen (Danmark) |

|       | 2 oktober | Cluj          | 1 – 2           | Manchester United   | Stadionul Dr. Constantin Rădulescu                                              |                                                                                 |
| 20:45 | 20:45     | Kapetanos 14′ | (1 – 1) Rapport | Van Persie 29′, 49′ | Cluj-Napoca, Rumänien Publik: 16 259 Domare: Alberto Undiano Mallenco (Spanien) | Cluj-Napoca, Rumänien Publik: 16 259 Domare: Alberto Undiano Mallenco (Spanien) |
| 20:45 | 20:45     |               |                 |                     | Cluj-Napoca, Rumänien Publik: 16 259 Domare: Alberto Undiano Mallenco (Spanien) | Cluj-Napoca, Rumänien Publik: 16 259 Domare: Alberto Undiano Mallenco (Spanien) |
| 20:45 | 20:45     |               |                 |                     | Cluj-Napoca, Rumänien Publik: 16 259 Domare: Alberto Undiano Mallenco (Spanien) | Cluj-Napoca, Rumänien Publik: 16 259 Domare: Alberto Undiano Mallenco (Spanien) |

|       | 2 oktober | Galatasaray | 0 – 2           | Braga                 | Türk Telekom Arena                                                |                                                                   |
| 20:45 | 20:45     |             | (0 – 1) Rapport | Micael 27′ Alan 90+4′ | Istanbul, Turkiet Publik: 46 987 Domare: Tom Harald Hagen (Norge) | Istanbul, Turkiet Publik: 46 987 Domare: Tom Harald Hagen (Norge) |
| 20:45 | 20:45     |             |                 |                       | Istanbul, Turkiet Publik: 46 987 Domare: Tom Harald Hagen (Norge) | Istanbul, Turkiet Publik: 46 987 Domare: Tom Harald Hagen (Norge) |
| 20:45 | 20:45     |             |                 |                       | Istanbul, Turkiet Publik: 46 987 Domare: Tom Harald Hagen (Norge) | Istanbul, Turkiet Publik: 46 987 Domare: Tom Harald Hagen (Norge) |

|       | 23 oktober | Galatasaray   | 1 – 1           | Cluj               | Türk Telekom Arena                                                   |                                                                      |
| 20:45 | 20:45      | B. Yılmaz 77′ | (0 – 1) Rapport | Nounkeu 19′ (sjm.) | Istanbul, Turkiet Publik: 39 013 Domare: Paolo Tagliavento (Italien) | Istanbul, Turkiet Publik: 39 013 Domare: Paolo Tagliavento (Italien) |
| 20:45 | 20:45      |               |                 |                    | Istanbul, Turkiet Publik: 39 013 Domare: Paolo Tagliavento (Italien) | Istanbul, Turkiet Publik: 39 013 Domare: Paolo Tagliavento (Italien) |
| 20:45 | 20:45      |               |                 |                    | Istanbul, Turkiet Publik: 39 013 Domare: Paolo Tagliavento (Italien) | Istanbul, Turkiet Publik: 39 013 Domare: Paolo Tagliavento (Italien) |

|       | 23 oktober | Manchester United            | 3 – 2           | Braga        | Old Trafford                                                       |                                                                    |
| 20:45 | 20:45      | Hernández 25′, 75′ Evans 62′ | (1 – 2) Rapport | Alan 2′, 20′ | Manchester, England Publik: 73 195 Domare: Milorad Mažić (Serbien) | Manchester, England Publik: 73 195 Domare: Milorad Mažić (Serbien) |
| 20:45 | 20:45      |                              |                 |              | Manchester, England Publik: 73 195 Domare: Milorad Mažić (Serbien) | Manchester, England Publik: 73 195 Domare: Milorad Mažić (Serbien) |
| 20:45 | 20:45      |                              |                 |              | Manchester, England Publik: 73 195 Domare: Milorad Mažić (Serbien) | Manchester, England Publik: 73 195 Domare: Milorad Mažić (Serbien) |

|       | 7 november | Cluj       | 1 – 3           | Galatasaray             | Stadionul Dr. Constantin Rădulescu                                      |                                                                         |
| 20:45 | 20:45      | Sougou 53′ | (0 – 1) Rapport | B. Yılmaz 18′, 61′, 74′ | Cluj-Napoca, Rumänien Publik: 16 232 Domare: William Collum (Skottland) | Cluj-Napoca, Rumänien Publik: 16 232 Domare: William Collum (Skottland) |
| 20:45 | 20:45      |            |                 |                         | Cluj-Napoca, Rumänien Publik: 16 232 Domare: William Collum (Skottland) | Cluj-Napoca, Rumänien Publik: 16 232 Domare: William Collum (Skottland) |
| 20:45 | 20:45      |            |                 |                         | Cluj-Napoca, Rumänien Publik: 16 232 Domare: William Collum (Skottland) | Cluj-Napoca, Rumänien Publik: 16 232 Domare: William Collum (Skottland) |

|       | 7 november | Braga           | 1 – 3           | Manchester United                                | Estádio Municipal de Braga                                    |                                                               |
| 20:45 | 20:45      | Alan 49′ (str.) | (0 – 0) Rapport | Van Persie 80′ Rooney 84′ (str.) Hernández 90+2′ | Braga, Portugal Publik: 15 388 Domare: Felix Brych (Tyskland) | Braga, Portugal Publik: 15 388 Domare: Felix Brych (Tyskland) |
| 20:45 | 20:45      |                 |                 |                                                  | Braga, Portugal Publik: 15 388 Domare: Felix Brych (Tyskland) | Braga, Portugal Publik: 15 388 Domare: Felix Brych (Tyskland) |
| 20:45 | 20:45      |                 |                 |                                                  | Braga, Portugal Publik: 15 388 Domare: Felix Brych (Tyskland) | Braga, Portugal Publik: 15 388 Domare: Felix Brych (Tyskland) |

|       | 20 november | Galatasaray   | 1 – 0           | Manchester United | Türk Telekom Arena                                                         |                                                                            |
| 20:45 | 20:45       | B. Yılmaz 53′ | (0 – 0) Rapport |                   | Istanbul, Turkiet Publik: 50 278 Domare: Carlos Velasco Carballo (Spanien) | Istanbul, Turkiet Publik: 50 278 Domare: Carlos Velasco Carballo (Spanien) |
| 20:45 | 20:45       |               |                 |                   | Istanbul, Turkiet Publik: 50 278 Domare: Carlos Velasco Carballo (Spanien) | Istanbul, Turkiet Publik: 50 278 Domare: Carlos Velasco Carballo (Spanien) |
| 20:45 | 20:45       |               |                 |                   | Istanbul, Turkiet Publik: 50 278 Domare: Carlos Velasco Carballo (Spanien) | Istanbul, Turkiet Publik: 50 278 Domare: Carlos Velasco Carballo (Spanien) |

|       | 20 november | Cluj                   | 3 – 1           | Braga    | Stadionul Dr. Constantin Rădulescu                                     |                                                                        |
| 20:45 | 20:45       | Rui Pedro 7′, 15′, 33′ | (3 – 1) Rapport | Alan 17′ | Cluj-Napoca, Rumänien Publik: 14 635 Domare: Sergei Karasev (Ryssland) | Cluj-Napoca, Rumänien Publik: 14 635 Domare: Sergei Karasev (Ryssland) |
| 20:45 | 20:45       |                        |                 |          | Cluj-Napoca, Rumänien Publik: 14 635 Domare: Sergei Karasev (Ryssland) | Cluj-Napoca, Rumänien Publik: 14 635 Domare: Sergei Karasev (Ryssland) |
| 20:45 | 20:45       |                        |                 |          | Cluj-Napoca, Rumänien Publik: 14 635 Domare: Sergei Karasev (Ryssland) | Cluj-Napoca, Rumänien Publik: 14 635 Domare: Sergei Karasev (Ryssland) |

|       | 5 december | Manchester United | 0 – 1           | Cluj             | Old Trafford                                                        |                                                                     |
| 20:45 | 20:45      |                   | (0 – 0) Rapport | Luís Alberto 56′ | Manchester, England Publik: 71 521 Domare: Daniele Orsato (Italien) | Manchester, England Publik: 71 521 Domare: Daniele Orsato (Italien) |
| 20:45 | 20:45      |                   |                 |                  | Manchester, England Publik: 71 521 Domare: Daniele Orsato (Italien) | Manchester, England Publik: 71 521 Domare: Daniele Orsato (Italien) |
| 20:45 | 20:45      |                   |                 |                  | Manchester, England Publik: 71 521 Domare: Daniele Orsato (Italien) | Manchester, England Publik: 71 521 Domare: Daniele Orsato (Italien) |

|       | 5 december | Braga       | 1 – 2           | Galatasaray                 | Estádio Municipal de Braga                                     |                                                                |
| 20:45 | 20:45      | Mossoró 32′ | (1 – 0) Rapport | B. Yılmaz 58′ A. Yılmaz 78′ | Braga, Portugal Publik: 8 964 Domare: Nicola Rizzoli (Italien) | Braga, Portugal Publik: 8 964 Domare: Nicola Rizzoli (Italien) |
| 20:45 | 20:45      |             |                 |                             | Braga, Portugal Publik: 8 964 Domare: Nicola Rizzoli (Italien) | Braga, Portugal Publik: 8 964 Domare: Nicola Rizzoli (Italien) |
| 20:45 | 20:45      |             |                 |                             | Braga, Portugal Publik: 8 964 Domare: Nicola Rizzoli (Italien) | Braga, Portugal Publik: 8 964 Domare: Nicola Rizzoli (Italien) |